# Marie Tussaud

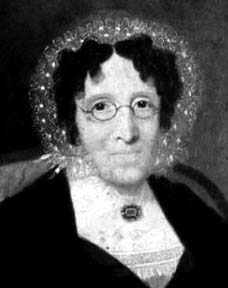
Marie Tussaud (1761–1850), genannt „Madame Tussaud“ (um 1840)

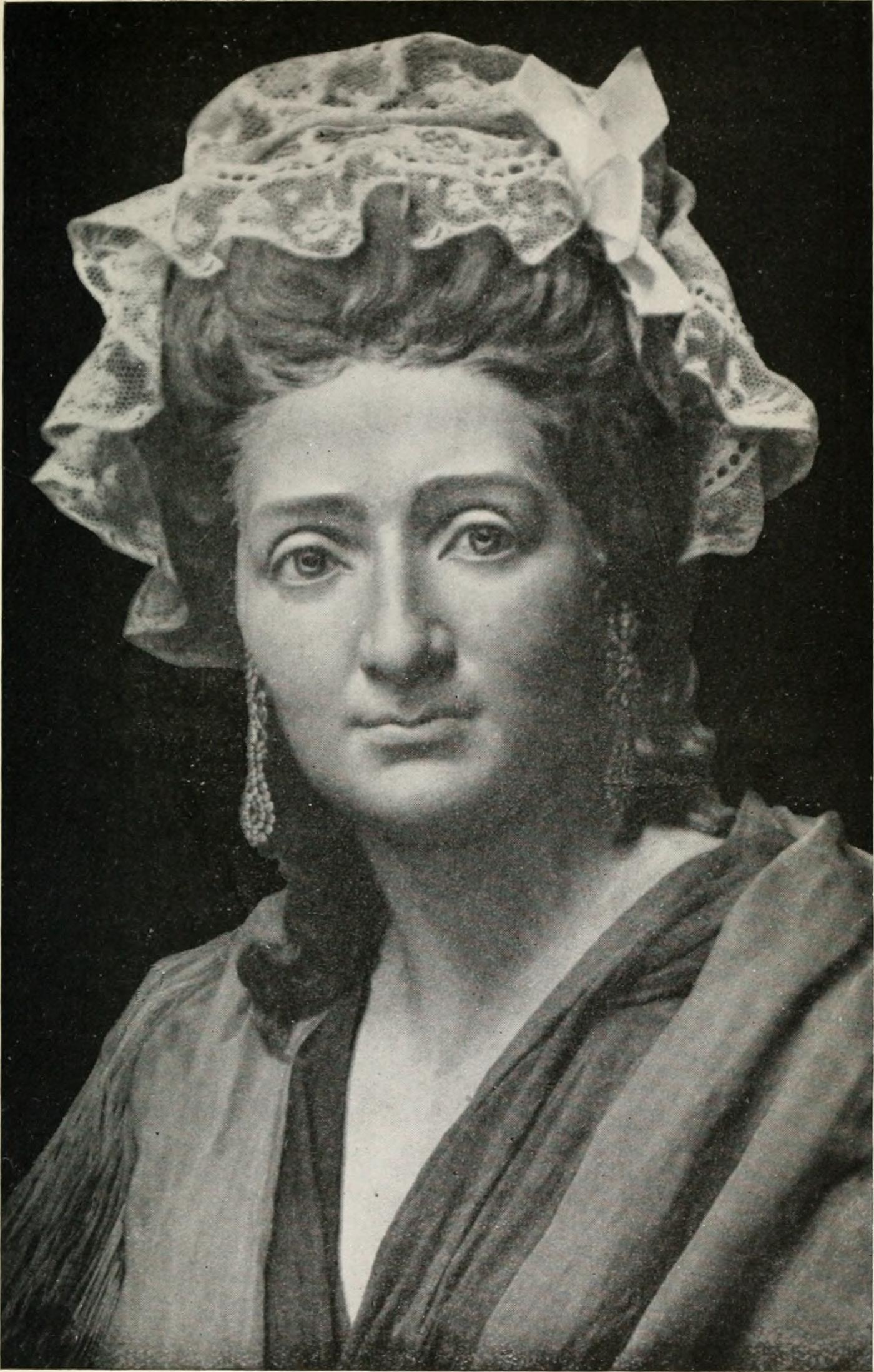
Madame Tussaud im Alter von 42 Jahren, Studie von John Theodore Tussaud (1858–1943) von 1921

Marie Tussaud als Wachsfigur bei der Arbeit

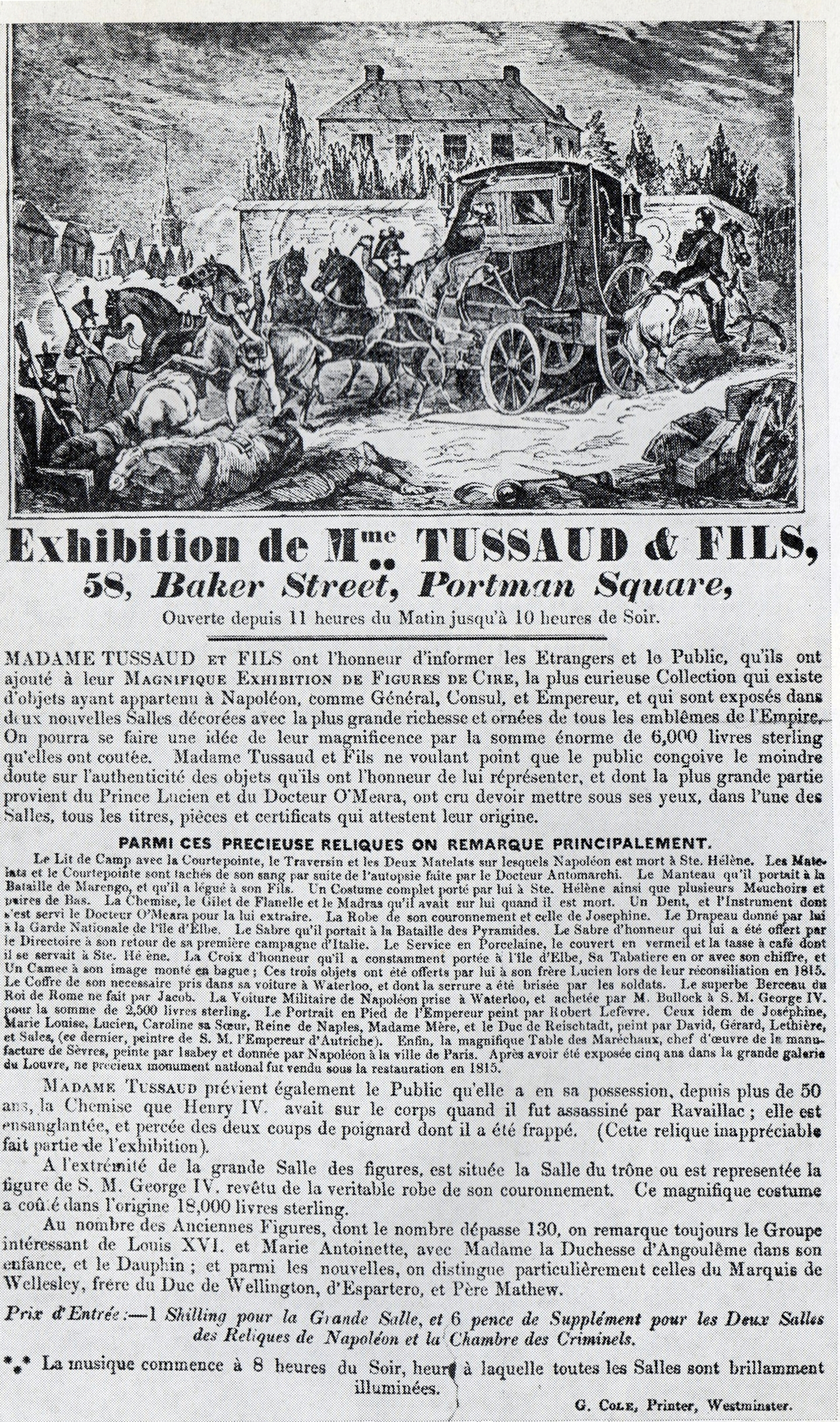
Plakate für die Tussaud Wachsfigurensammlungausstellung in London, 1835.

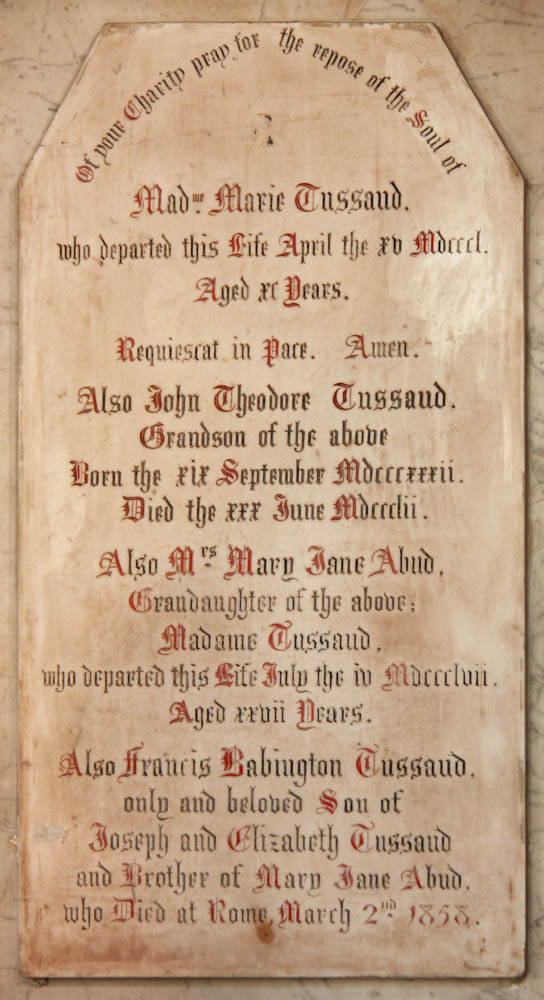
Gedenktafel an Marie Tussaud in der St. Mary’s Roman Catholic Church (London)

Marie Tussaud (* Dezember 1761 (nach unterschiedlichen Quellen am 1., 7. oder 12. Dezember) in Straßburg als (Anna) Maria Grosholtz; † 16. April 1850 in London) war eine französische Wachsbildnerin und die Gründerin des nach ihr benannten Museums Madame Tussauds in London.

## Leben

### Kindheit
Marie Großholtz kam am 1., 7. oder 12. Dezember 1761 in Straßburg auf die Welt. Ihr vermutlicher Vater (Johann) Joseph Grosholtz (1716–1761) war Henker und Wasenmeister in Straßburg. Seine Ehefrau Anne-Marie Großholtz, geb. Walder, ging in Straßburg eine Verbindung mit dem aus Stockach stammenden Philip Wilhelm Mathias Curtius (1736–1794) ein. Curtius verließ um 1761 Straßburg und zog nach Paris. 1767 folgte ihm seine Geliebte, die ihre mittlerweile fünfjährige Tochter Marie mitbrachte. Ob das Mädchen aus der Ehe mit Joseph Großholtz stammte oder ob Curtius der Vater war, ist unbekannt. Bereits 1765 hatte Curtius Bekanntschaft mit Louis François de Bourbon-Conti gemacht, einem Cousin Ludwigs XV. Der Prinz verschaffte ihm eine Wohnung an der vornehmen Rue Saint-Honoré. Dort verfeinerte Curtius seine Technik und begann mit dem Aufbau eines Wachsfigurenkabinetts. Vermutlich erwies sich Marie als wissbegierig, so dass Curtius sie in die Praxis der Herstellung von Wachsfiguren einführte ebenso wie in die Präsentation seiner Figuren in Ausstellungsräumen, zuerst in der Rue St. Honoré, dann in der Rue de Temple und vor allem im Palais Royal. Marie beherrschte schnell das Modellieren, mit 17 Jahren schuf sie das erste lebensgroße Modell, ein Porträt von Voltaire. Später stellte sie auch andere berühmte Aufklärer, wie Jean-Jacques Rousseau und Benjamin Franklin, dar. Marie nannte Curtius „Onkel“.

### Paris
Der „Salon Curtius“ zog in Paris viele Besucher an. Die Aktualität der politischen und gesellschaftliche Ereignisse forderte den ständigen Austausch der Figuren. Marie war in die permanente Neuausstattung des Salons eingebunden. Mit dem Ausbruch der Französischen Revolution im Jahre 1789 tauchten in der Ausstellung natürlich nicht nur die bekannten Revolutionäre auf, sondern alsbald auch deren Opfer. Für die Erzählung, dass Marie Wachsköpfe von Prominenten, die mit der Guillotine hingerichtet wurden, tatsächlich geschaffen hat, gibt es keine Belege. Darunter sollen aber König Ludwig XVI., seine Frau Marie-Antoinette sowie die Revolutionäre Georges Danton und Maximilien de Robespierre gewesen sein. Die von ihr angefertigten Wachsköpfe der Hingerichteten waren für das Revolutionsmuseum bestimmt.
1794 starb Curtius und Marie erbte seine Wachsfigurensammlung. Im Jahre 1795 heiratete Marie Grosholtz den Ingenieur François Tussaud († 1848). Sie hatten zwei Söhne (Joseph, 1798, und François, 1800). Im Jahre 1800 trennte sie sich von ihrem trunksüchtigen Mann, die Scheidung erfolgte 1809.

### Großbritannien und Irland
1802 reiste Marie Tussaud auf Einladung des Trickkünstlers Paul Philidor mit ihrem vierjährigen Sohn Joseph nach London. Bald wurde klar, dass eine Rückkehr nach Frankreich wegen der Kontinentalsperre für lange Zeit unmöglich sein würde. Sie zogen insgesamt 33 Jahre lang durch Großbritannien und Irland. Ihr zweiter Sohn François kam 1822 nach. Joseph erlernte die Kunst seiner Mutter. Marie Tussaud sah Frankreich und den Vater ihrer Söhne nie wieder. Dennoch zeigte sie noch einige Zeit lang in Großbritannien die Figuren unter dem Namen „Salon Curtius“.
1835 eröffnete sie in der Baker Street von London ein eigenes Museum. Drei Jahre später schrieb sie ihre Memoiren. Mit 81 Jahren schuf sie ihr Abbild als letzte selbst hergestellte Figur des Kabinetts. Danach übergab sie das Museum ihren Söhnen.
Marie Tussaud starb am 16. April 1850 mit 88 Jahren. Ihre letzte Ruhestätte befindet sich auf dem Friedhof der St. Mary’s Roman Catholic Church im Londoner Stadtteil Chelsea.
1884 wurde das Museum in die Marylebone Road verlegt.
Marie Tussaud verfasste 1838 eine Autobiographie, in der sie Teile ihres Lebens, vor allem die Zeit in Frankreich „umstilisierte“. Über ihren so genannten „Onkel“ Curtius lieferte sie eine völlig verfälschte Biographie. Sie versuchte auf diese Weise, für sich und ihre Kinder in England Anerkennung zu finden und damit den wirtschaftlichen Erfolg der Ausstellung zu sichern.

## Autobiografie
- F. Hervé (Hrsg.): Madame Tussaud’s memoirs and reminiscences of France. Saunders and Otley, London 1838 (wellcomecollection.org [PDF; 135,0 MB]).

## Belege
1. ↑  Geburtsurkunde im Archiv der Stadt Straßburg
2. 1 2 3  Alex Capus: Himmelsstürmer: Zwölf Portraits, S. 11ff.
3. ↑  Claudia Lanfranconi, Antonia Meiners: Kluge Geschäftsfrauen. Elisabeth Sandmann Verlag, München 2010. ISBN 978-3-938045-22-0
4. ↑  knerger.de: Das Grab von Marie Tussaud.

| Personendaten    | Personendaten                                        |
| ---------------- | ---------------------------------------------------- |
| NAME             | Tussaud, Marie                                       |
| ALTERNATIVNAMEN  | Grosholtz, Marie (Geburtsname)                       |
| KURZBESCHREIBUNG | Gründerin des Wachsfigurenkabinetts „Madame Tussaud“ |
| GEBURTSDATUM     | Dezember 1761                                        |
| GEBURTSORT       | Straßburg                                            |
| STERBEDATUM      | 16. April 1850                                       |
| STERBEORT        | London                                               |